# 1997년 일본 자유민주당 총재 선거
1997년 자유민주당 총재 선거(일본어: 1997年自由民主党総裁選挙)는 1997년 9월 11일에 실시된 자유민주당 총재를 선출하기 위한 선거다.
하시모토 류타로의 임기 만료로 총재 선거가 치러져야 했지만 하시모토 외에 아무도 입후보하지 않았기에 하시모토가 무투표 당선되었다.

## 후보자
| 하시모토 류타로                                                             |
|                                                                             |
| 중의원 의원(12선, 오카야마현 제4구) 내각총리대신(1996-현직) 총재(1995-현직) |
| 헤이세이 연구회(오부치파)                                                   |
| 도쿄부                                                                      |

## 결과
| 후보자          | 당선 여부 |
| --------------- | --------- |
| 하시모토 류타로 | 당선      |